# Puente de Barrancales
El puente de Barrancales es una construcción medieval situada en término municipal de la villa segoviana de Cuéllar (Castilla y León). Está ubicado en el paraje de Los Barrancales, de donde recibe el nombre, en el que también existe un antiguo molino hidráulico con la misma denominación.
Se trata de un puente de tres ojos o arcos de piedra, de medio punto, con fábrica de sillería en los paños exteriores y relleno de mampostería. Comunica ambos lados del terreno del río Cega. Aunque no permite su circulación mecánica, es usado por los viandantes para atravesar el río, por lo que se trata de un puente peatonal.
Ya en los años 1950 se encontraba abandonado, hecho que hizo se fuese deteriorando, hasta hallarse casi en ruinas en el año 2008. Entonces fue restaurado por el Ayuntamiento de Cuéllar a través de una subvención de la Junta de Castilla y León, que permitió consolidar y reconstruir la estructura.
Actualización de estado del puente, septiembre 2021.
A fecha 21 - 09 - 2021. El estado del puente es simple y llanamente de abandono total y absoluto. Corriendo un riesgo de desplome inminente. Por ejemplo la arcada central, se encuentra obstruida parcialmente por troncos secos de árboles. Algo que la previsible llegada de caudal que acompaña el otoño, supondrá posiblemente una “muy mala ayuda” para su mantenimiento en pie.
Es doloroso comprobar la pasividad y el desinterés por el patrimonio de esta tierra.